# Jubial
Jubial (llamada oficialmente Santiago de Xubial) es una parroquia del municipio de Mellid, en la provincia de La Coruña, Galicia, España.

## Entidades de población
Entidades de población que forman parte de la parroquia:
- Alto (O Alto)
- Alvite
- A Madorra
- Atal
- Curtiñela (Cortiñela)
- Chancela (A Chancela)
- Eirexe
- Marín
- Parafita
- Quintal (O Quintal)
- Rata (A Rata)
- Rielo
- Tarrío (O Tarrío)

## Despoblado
- As Covas

## Demografía
| Gráfica de evolución demográfica de Jubial entre 2000 y 2018 |
|                                                              |
| Población de derecho según el padrón municipal del INE       |